# Stojčinovac
Stojčinovac – wieś w Chorwacji, w żupanii pożedzko-slawońskiej, w gminie Čaglin. W 2011 roku liczyła 4 mieszkańców.